# Claas
CLAAS je nemški proizvajalec traktorjev, kombajnov in drugih kmetijskih strojev. Claas je en izmed največjih proizvajalcev kombajnov na svetu, leta 2013 je dostavil 450.000. kombajn. 
Podjetje je ustanovil August Claas leta 1913 v Clarholzu. Pozneje, leta 1919, so se preselili v Harsewinkel, kjer imajo še danes tovarno. 
Claas je skupaj z ameriškim Caterpillar Inc. ustanovil blagovno zmanko Lexion, ki prodaja kombajne v ZDA:

## Kombajni Lexion
| Serija 600/700 (2013.–danes)                | Širina pobiralca (v metrih) | Moč motorja kW (KM) | Kapaciteta zalogovnik (v litrih) |
| ------------------------------------------- | --------------------------- | ------------------- | -------------------------------- |
| LEXION 620                                  | 5,40 do 6,60                | 224 (305)           | 8000 / 9000 opcija               |
| LEXION 630 / 630 Montana                    | 5,40 do 6,60                | 239 (325)           | 9000                             |
| LEXION 650                                  | 6,00 do 7,50                | 239 (325)           | 9000 / 10000 opcija              |
| LEXION 660                                  | 6,60 do 7,50                | 269 (366)           | 10000 / 11000 opcija             |
| LEXION 670 / 670 Montana / 670 Terra Trac * | 6,60 do 9,00                | 305 (415)           | 10000(Montana) / 11000           |
| LEXION 740                                  | 7,50 do 9,00                | 269 (366)           | 9000 / 10000 opcija              |
| LEXION 750 / 750 Terra Trac *               | 7,50 do 9,00                | 305 (415)           | 10000                            |
| LEXION 760 / 760 Montana / 760 Terra Trac * | 9,00 do 10,50               | 330 (449)           | 10000(Montana) / 11000           |
| LEXION 770 / 770 Terra Trac *               | 9,00 do 12,00               | 370 (503)           | 11500 / 12500 opcija             |
| LEXION 780/780 Terra Trac *                 | 10,50 do 13,50              | 405 (551)           | 12500                            |

## Traktorji Axion
| Serija       | Moč motorja kW (KM) | Število cilindrov | Delovna prostornina motorja (v L) | Masa (kg) |
| ------------ | ------------------- | ----------------- | --------------------------------- | --------- |
| Serija AXION |                     |                   |                                   |           |
| 810          | 129 (176)           | 6 Turbo           | 6,788                             | 7148      |
| 820          | 142 (193)           | 6 Turbo           | 6,788                             | 7396      |
| 830          | 154 (209)           | 6 Turbo           | 6,788                             | 7396      |
| 840          | 154 (210)           | 6 Turbo           | 6,788                             | 7416      |
| 850          | 169 (230)           | 6 Turbo           | 6,788                             | 8098      |
| 920          | 232 (315)           | 6 Turbo           | 8,710                             | 12840     |
| 930          | 254 (345)           | 6 Turbo           | 8,710                             | 12840     |
| 940          | 276 (375)           | 6 Turbo           | 8,710                             | 13060     |
| 950          | 298 (405)           | 6 Turbo           | 8,710                             | 13060     |

## Traktorji Xerion

### Claas Xerion (traktorji)
| Serija        | Moč motorja kW (KM) | Število cilindrov | Delovna prostornina motorja (v L) | Masa (kg) |
| ------------- | ------------------- | ----------------- | --------------------------------- | --------- |
| Serija Xerion |                     |                   |                                   |           |
| 4000          | 308 (419)           | 6 Turbo           | 10,6                              | 16170     |
| 4500          | 352 (479)           | 6 Turbo           | 12,8                              | 16570     |
| 5000          | 390 (520)           | 6 Turbo           | 12,8                              | 16570     |